# Худяков, Сергей Сергеевич
Сергей Сергеевич Худяков (18 декабря 1987, Усть-Каменогорск, СССР) — казахстанский хоккеист, вратарь

## Карьера
С. С. Худяков – воспитанник усть-каменогорского хоккея.
В высшей лиге провел 33 игры, в первой лиге – 22 игры, в чемпионате Казахстана – 49 игр.
С 2004 года привлекался в юношеские и молодёжные сборные.
На чемпионатах мира 2007 и 2008 года провел 3 игры. В 2007 году сборная Казахстана взяла бронзу в 1 дивизионе, а в 2008 – серебро дивизиона.